# Lijst van wijnstreken in Duitsland

De 13 Duitse kwaliteitswijngebieden

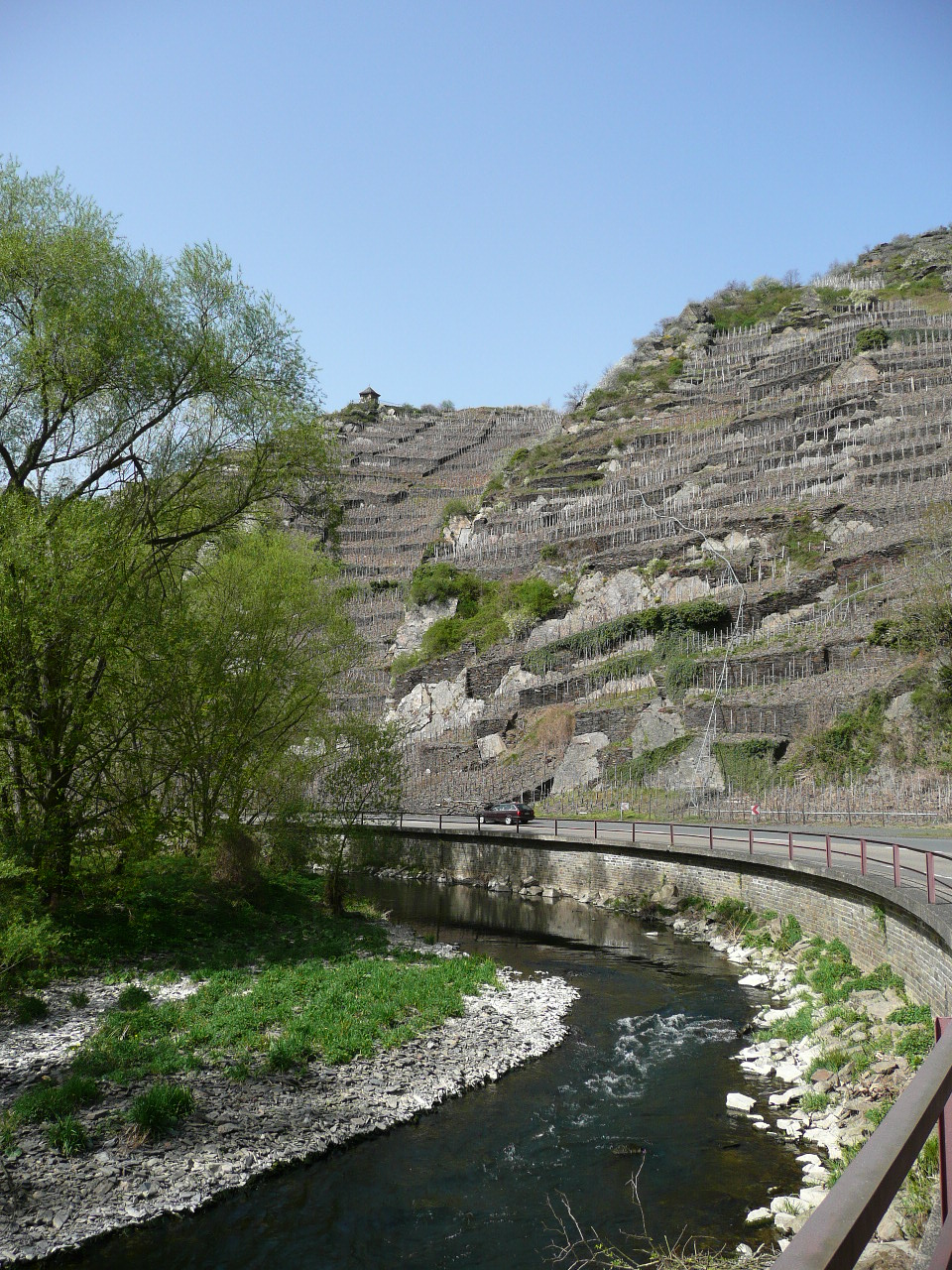
Een typische meander van de Ahr door het Grondgebergte.

Deze lijst van wijnstreken in Duitsland geeft een samenvatting weer van de wijnbouwgebieden in Duitsland.
Naast de 13 kwaliteitswijnbouwgebieden zijn er nog wijnbouwgebieden waar zogenoemde landwijn en tafelwijn gemaakt wordt.
Meer over Duitse wijn wordt beschreven in het artikel Wijnbouw in Duitsland.

## Kwaliteitswijngebieden
De 13 kwaliteitswijngebieden van Duitsland - Duits: “Qualitätswein bestimmter Anbaugebiete” afgekort: Q.b.A – zijn elk weer verdeeld in 41 “Bereichen” (districten). Deze zijn vervolgens verdeeld in 165 Großlagen (groepen van wijngaarden), die op hun beurt weer verdeeld zijn in 2405 Einzellagen (enkele wijngaard) (stand 2008). Meestal zijn meerdere wijnboeren voor een deel van een Einzellage eigenaar. Een heel enkele keer bezit slechts één eigenaar een Einzellage.
Het totale oppervlak van deze kwaliteitswijngebieden is ruim 100.000 hectare.
In kwaliteitswijngebieden worden ook landwijnen gemaakt.

### Ahr
De wijnstreek Ahr is genoemd naar de rivier de Ahr en is met 540 hectare een van de kleinste wijngebieden in Duitsland. De bodem bestaat uit löss en vulkanisch gesteente. Meer dan 85% van de wijn is rood. Vooral Spätburgunder, Frühburgunder en Portugieser.
Grootste stad in de streek is Bad Neuenahr-Ahrweiler.
Er is 1 Bereich met 1 Großlage en 40 Einzellagen.

### Baden

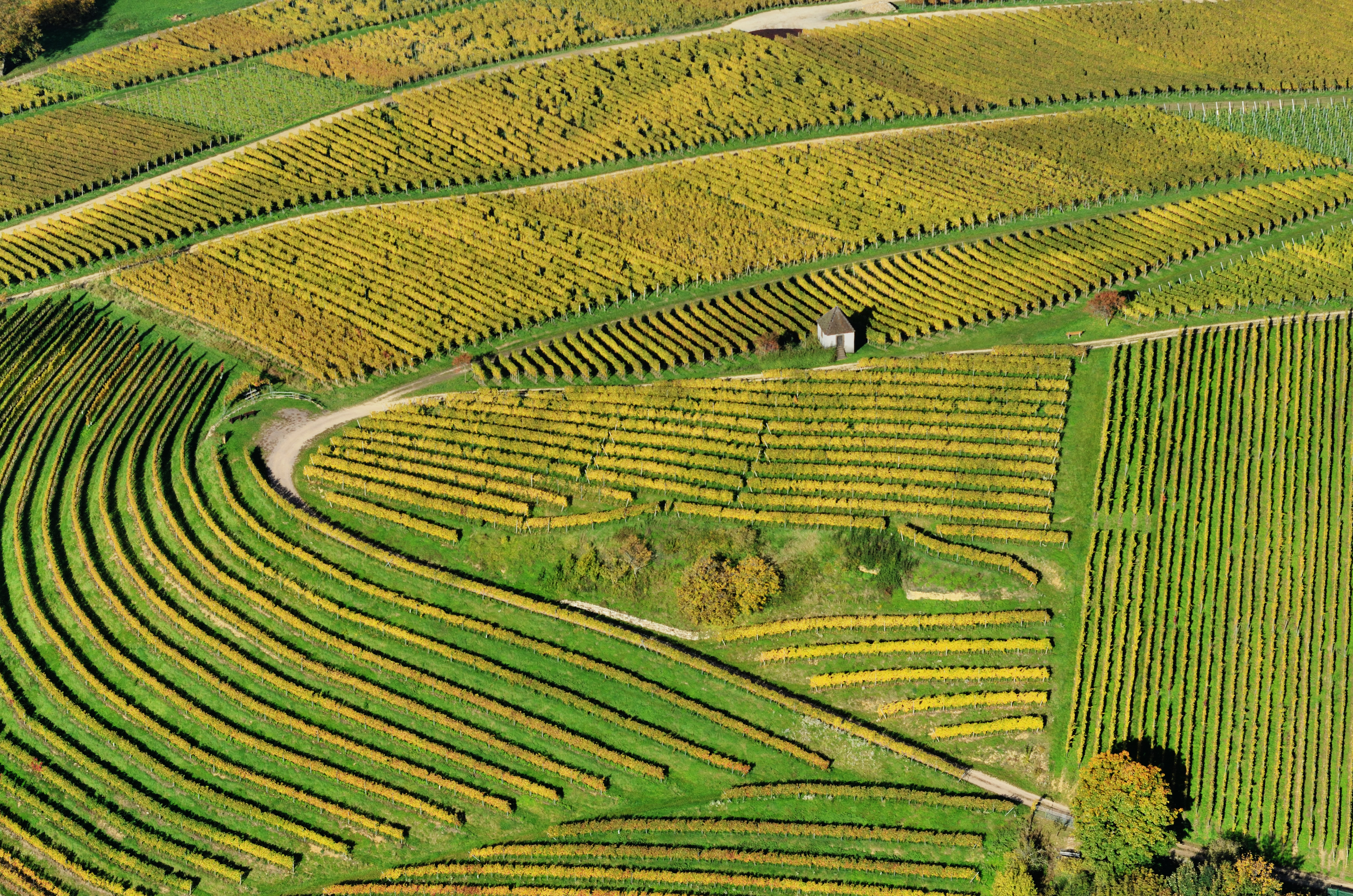
Luchtfoto van wijngaarden in het Markgräflerland, ten zuiden van Freiburg.

Wijnstreek Baden is het meest zuidelijk gelegen in de regio Baden en beslaat bijna 16.000 hectare aan wijngaarden en is daarmee de op twee na grootste wijnbouwstreek van het land. Het gebied stekt zich uit van het Zwarte Woud tot de Tauber en daarbij hoort een klein gebied bij de Bodensee. De bijnaam is hier “zonnebank van het land”. Grotere steden zijn Freiburg im Breisgau en Baden-Baden. De Kaiserstuhl ligt tegenover de Elzas in Frankrijk. Het bestrijkt een gebied van 400 km.
Er worden witte, rode en roséwijnen gemaakt. 
De bodem bestaat uit tertiair kalk, mergel, vulkanisch gesteente en wat koper.
Er zijn 9 Bereiche met 16 Großlagen en 306 Einzellagen.

### Franken

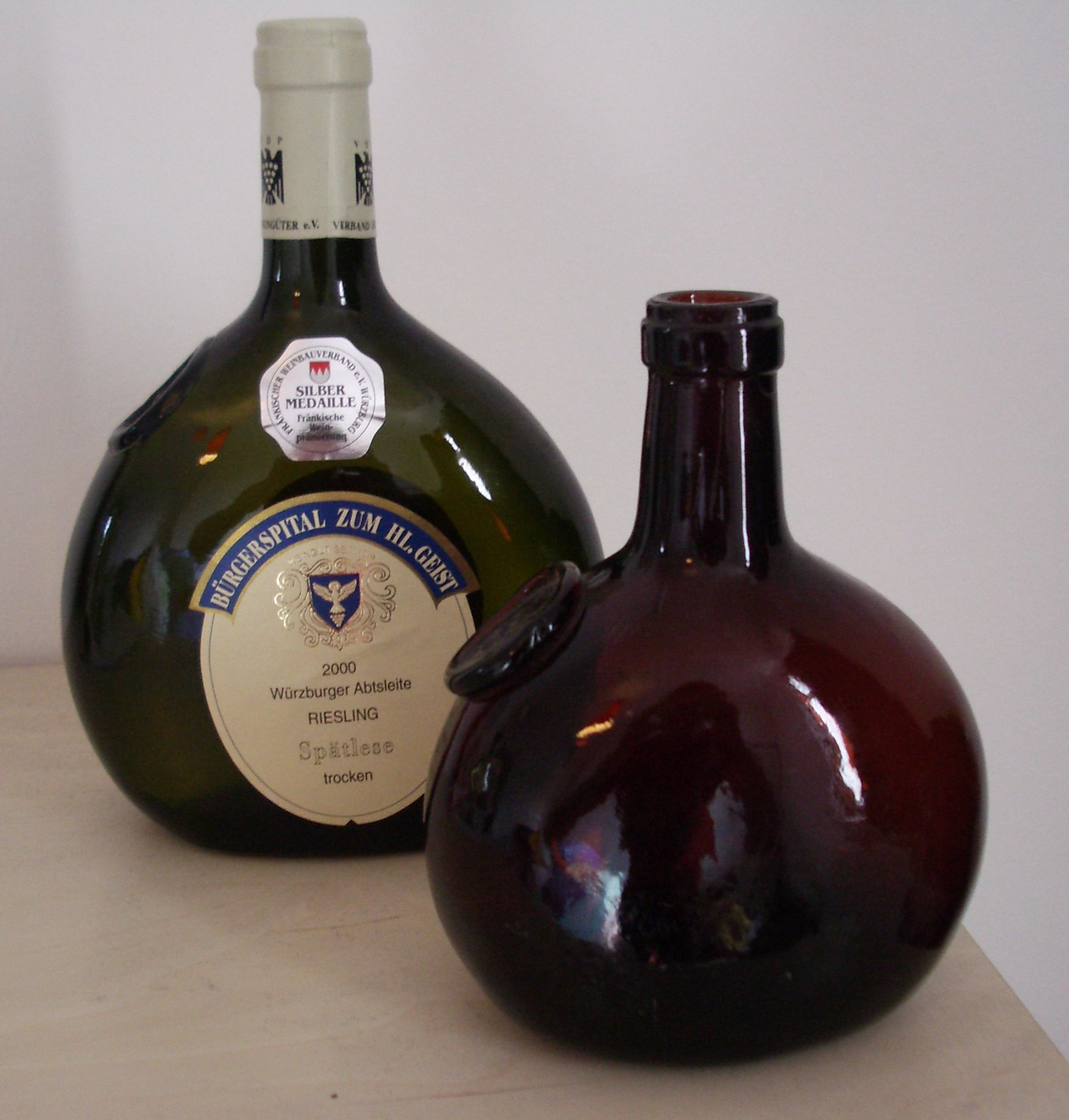
De Bocksbeutel uit het Frankenland.

Franken is een middelgrote wijnstreek van ongeveer 6000 hectare langs de Main, ten oosten van Aschaffenburg.
Witte karakterwijnen van de Silvanerdruif. Daarnaast wordt een fruitige witte wijn uit Müller-Thurgau / Rivaner gemaakt. Typisch is het gebruik van de speciale fles, de Bocksbeutel, dat een beschermd handelsmerk is.
Bodem uit zandsteen, leem, kalk en soms wat koper.
Er zijn 2 Bereiche met 23 Grosslagen en 216  Einzellagen.

### Hessische Bergstraße

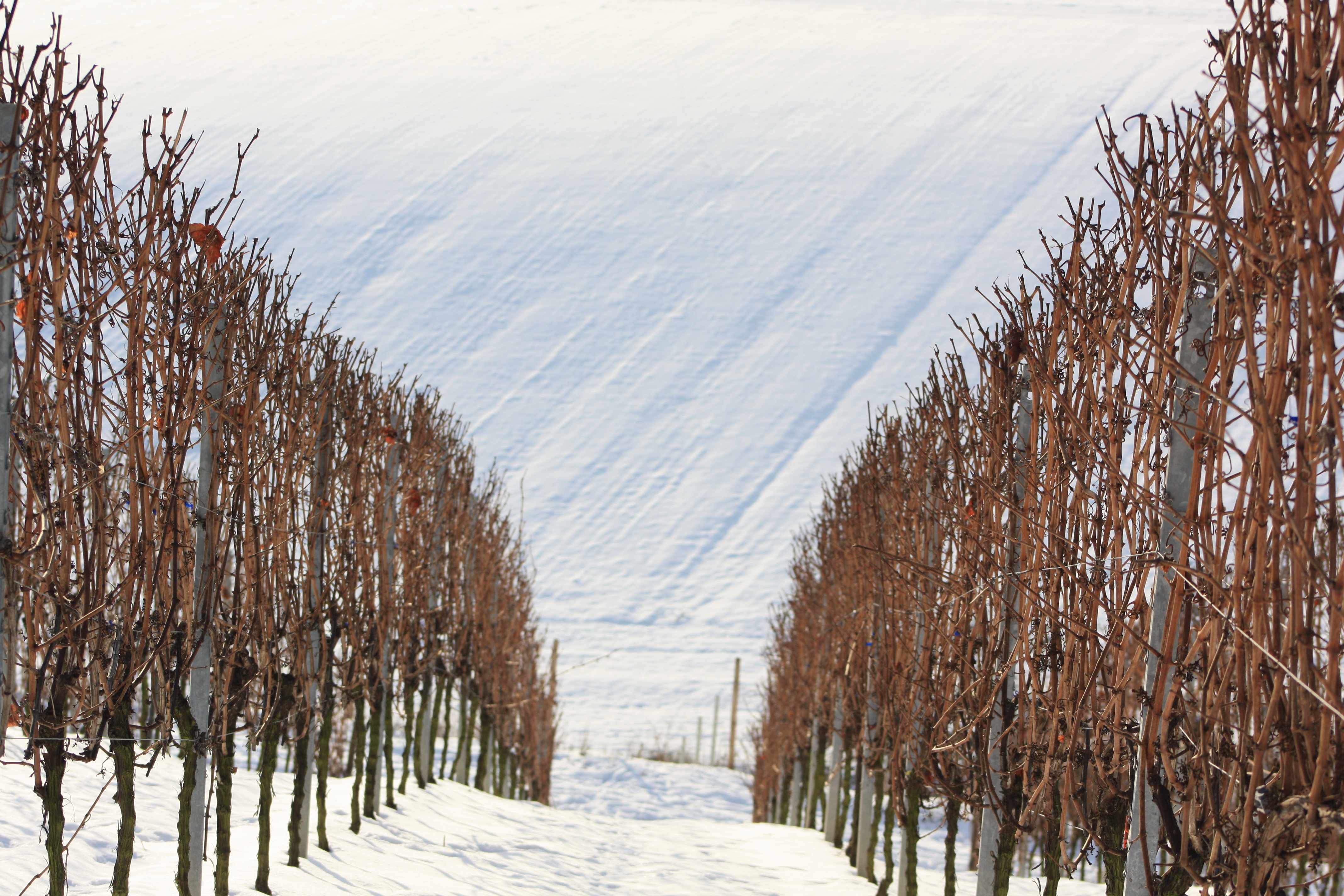
Hessische wijngaard in de winter

De Hessische Bergstraße is een klein gebied, 430 hectare, nabij Darmstadt. De streek wordt “De lentetuin van Duitsland” genoemd vanwege de vroege fruit- en amandelbloei.
Witte wijnen uit de Riesling (50%), Müller-Thurgau / Rivaner.
Bevat 2 Bereiche met 3 Grosslagen en 23 Einzellagen.

### Mittelrhein

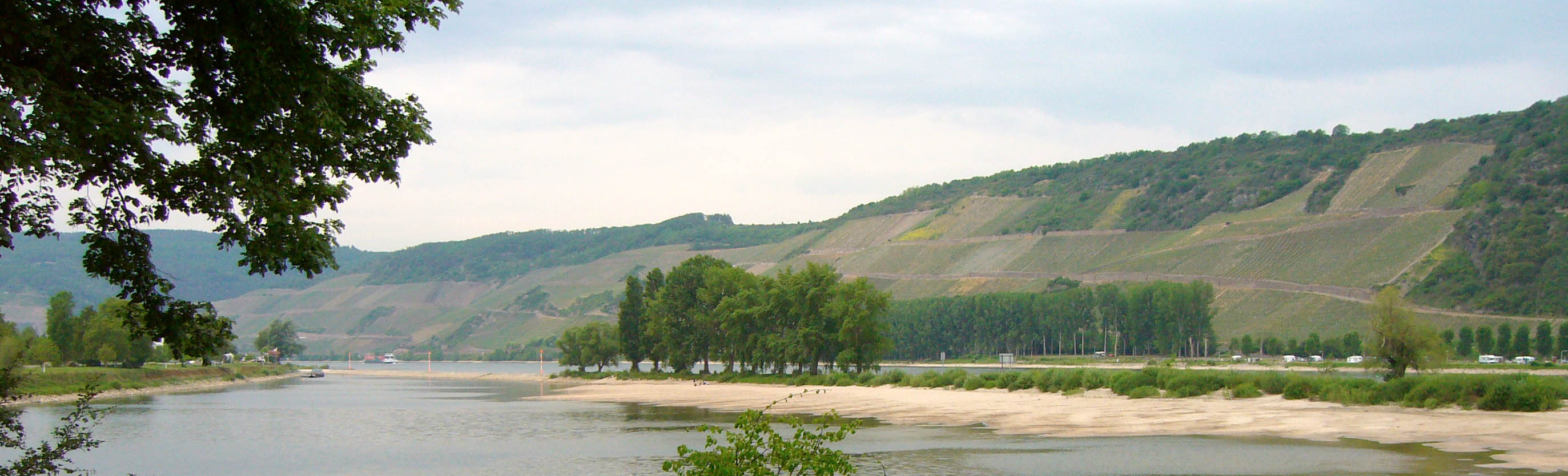
Zicht op de Bopparder Hamm met de Rijn op de voorgrond.

De Mittelrhein (midden Rijn) is een wijngebied van ongeveer 465 hectare dat zich 110 kilometer uitstrekt langs de Rijn tussen Bingen am Rhein en het Zevengebergte nabij Bonn.
Vooral witte wijnen van Riesling-druiven.
Er zijn 2 Bereiche met 10 Grosslagen en 111 Einzellagen.

### Mosel

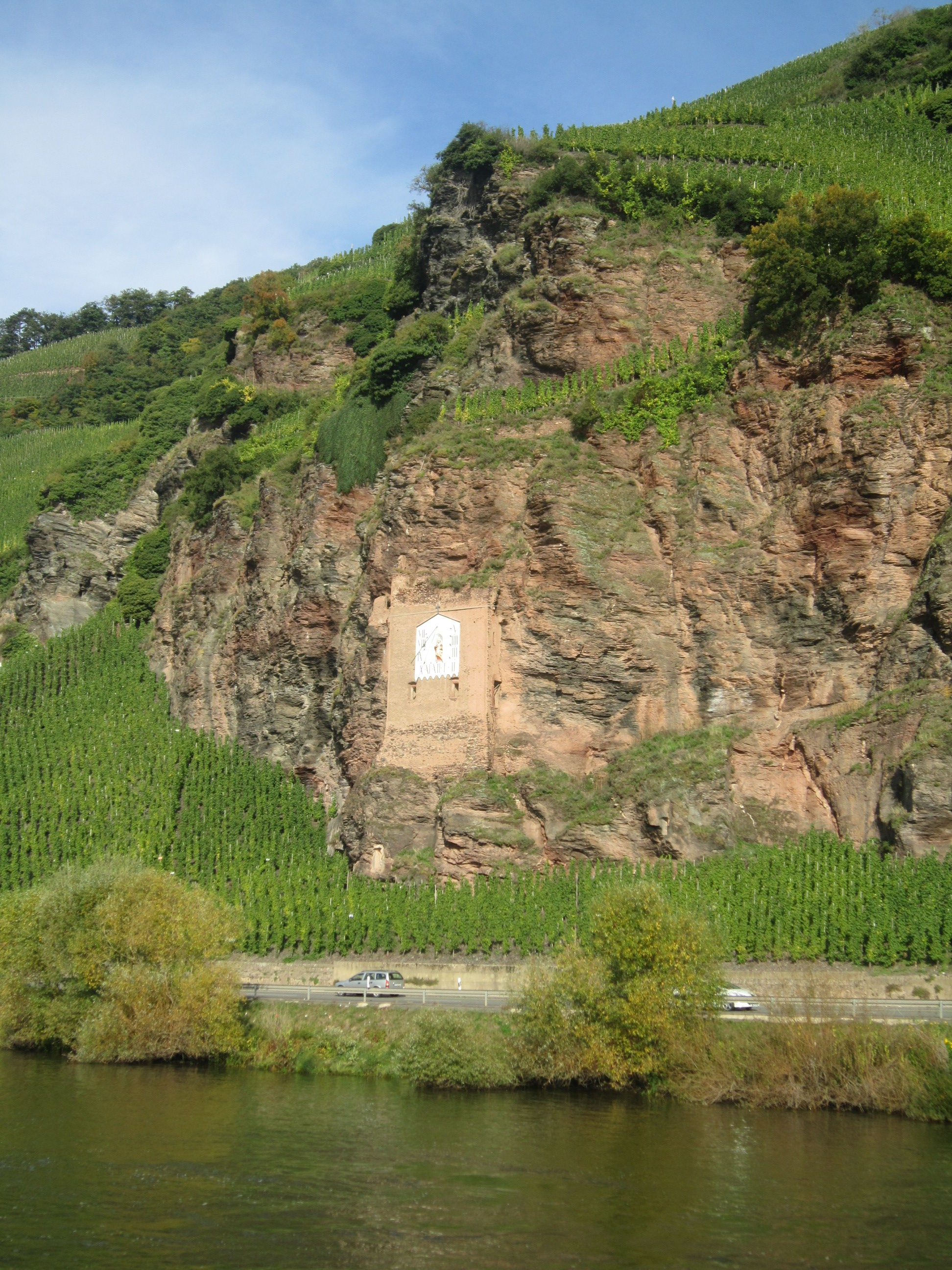
Rotsformatie in de wijngaarden bij Ürzig.

De Mosel (Moezel) is een grote wijnstreek van 9000 hectare. Vóór 2007 werd het "Mosel, Saar und Ruwer" genoemd. De Moezel loopt van Perl, tegenover het  Luxemburgse Schengen, tot Koblenz waar zij in de Rijn uitmondt. De Saar en Ruwer zijn zijrivieren die uitmonden in de Moezel even ten zuiden respectievelijk ten noorden van Trier.
Het Moezelgebied is onderverdeeld in,
- Obermosel: Ten zuiden van de stad Trier langs de Duits-Luxemburgse grens. Tot de grens met deelstaat Saarland. Ook hier doorgaans eenvoudige wijnen en sekt. De Moseltor behoort tot de Obermosel en ligt daar waar de Moezel het land binnenkomt. Langs de eerste 10 kilometer vanaf de Frans-Luxemburgse grens tot de grens van de deelstaten Saarland en Rheinland-Pfalz.
- Saar: Ten zuidzuidwesten van Trier. Eenvoudige maar ook goede kwaliteitswijnen.
- Ruwer: Een klein wijngebied ten zuidoosten van Trier. Individuele wijnmakers kunnen hier bijzondere kwaliteitswijnen maken.
- Mittelmosel: District Bernkastel. Hier komen de meeste kwaliteitswijnen van het hele Moezelgebied vandaan.
- Untermosel of Terrassenmosel: Het district rondom Cochem. Hier worden voor het merendeel eenvoudiger wijnen gemaakt.

De Moezelstreek staat bekend als de Rieslingspecialist van Duitsland (6000 hectare aangeplant). De eerste wijngaarden werden er aangeplant door de Romeinen rond het begin van de jaartelling. In het dorpje Neumagen-Dhron is een wijnschip uit die tijd gevonden.
Veel wijngaarden hebben een helling van meer dan 30°; de steilste wijngaard zelfs 68°. De bodem bestaat voornamelijk uit leisteen. Dicht langs de rivieren ook klei.
Wijnen uit deze streek kenmerken zich door hun fijne bloemige karakter en delicate zuren.
De regio bevat 6 Bereiche met 18 Grosslagen en 524 Einzellagen.

### Nahe

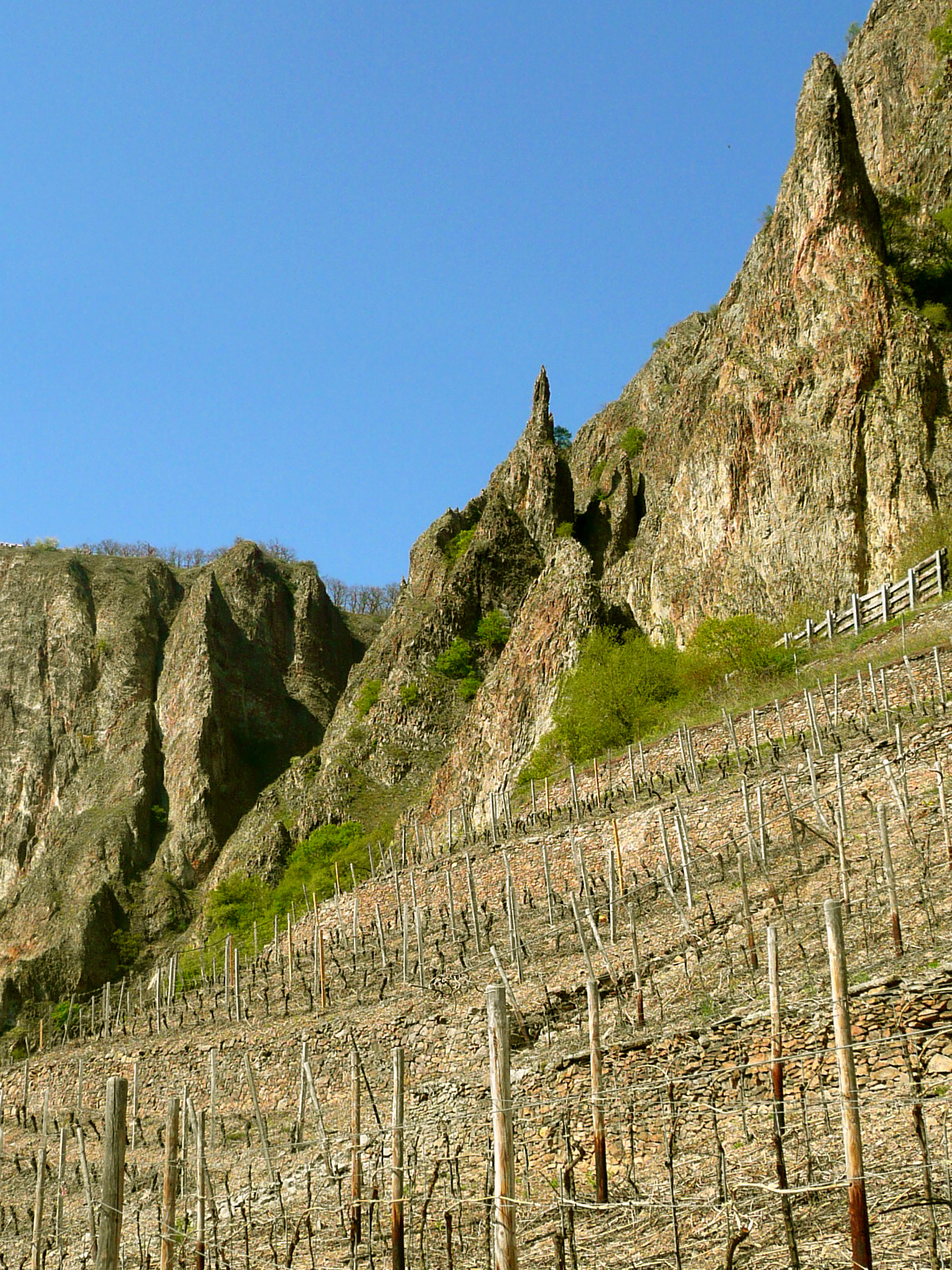
Wijngaard nabij de Rotenfels.

De Nahe is een kleinere regio van 4100 hectare, genoemd naar de rivier de Nahe, een zijrivier van de Rijn. Belangrijkste stad is Bad Kreuznach. Witte wijnen van vooral Riesling.
Er is 1 Bereich met 6 Grosslagen en 310 Einzellagen.

### Palts

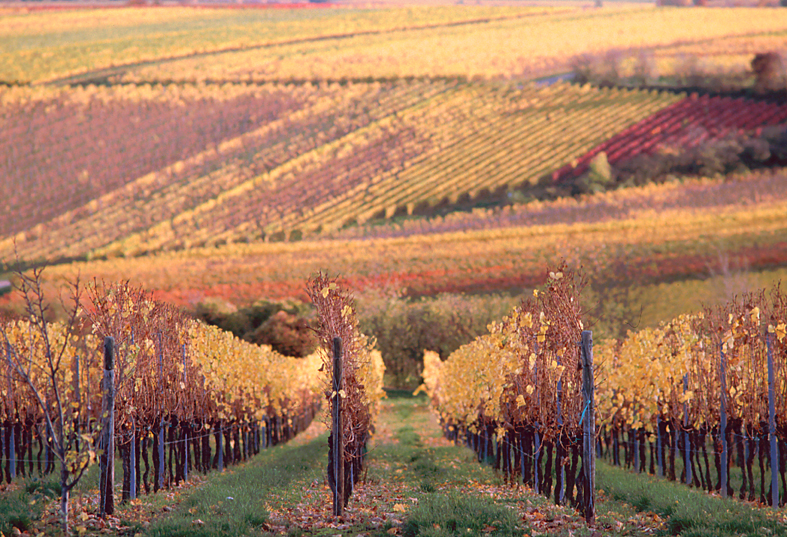
Wijngaarden nabij Bad Dürkheim in de herfst.

De wijnstreek Palts is een groot wijnbouwgebied van 23.000 hectare in de gelijknamige Pfalz en is daarmee een van de grootse producenten van wijn in het land. Met een lengte van 85 kilometer stekt het zich uit langs de Rijn - die oostelijk ligt - uit tot de Franse grens in het zuiden. De belangrijkste stad in dit gebied is Neustadt an der Weinstraße.
Men maakt er zowel witte- als rode wijn uit een grote verscheidenheid aan druivenvariëteiten. De bodem bevat zandsteen, kalk, leem, mergel en koper.
Er zijn 2 Bereiche met 25 Grosslagen en 323 Einzellagen.

### Rheingau

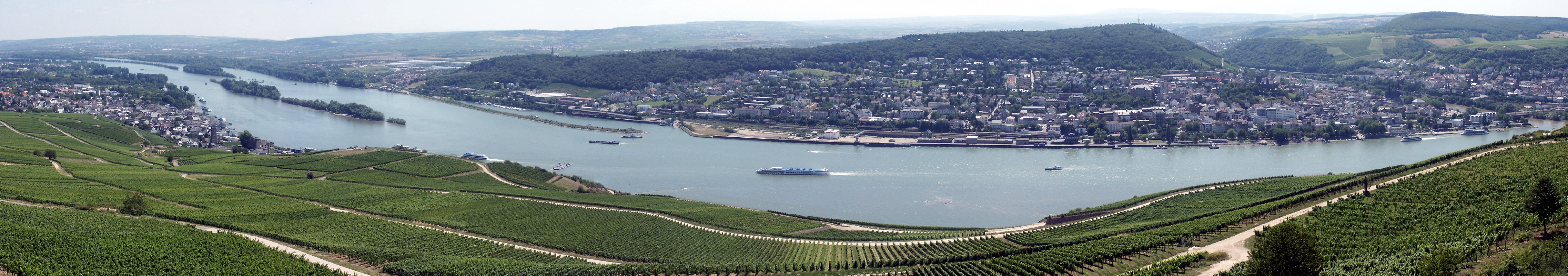
Panorama van de Rijn nabij het Niederwalddenkmal met links Rüdesheim en aan de overzijde Bingen

De Rheingau is een wijnstreek van 3100 hectare aan de zuidzijde van het Taunusgebergte. De Rijn loopt hier oost-west tussen Hochheim am Main en Assmannshausen. Enkele belangrijke steden zijn onder andere Rüdesheim am Rhein en Geisenheim.
De bodem bestaat uit leisteen, zand, klei, mergel en löss ( = vruchtbare leemgrond). Hier werd de eerste Spätlese in 1775 gemaakt.
Veel witte wijn uit Riesling, zo'n 80% van de totale productie.
Er is 1 Bereich met 11 Grosslagen en 129 Einzellagen

### Rheinhessen

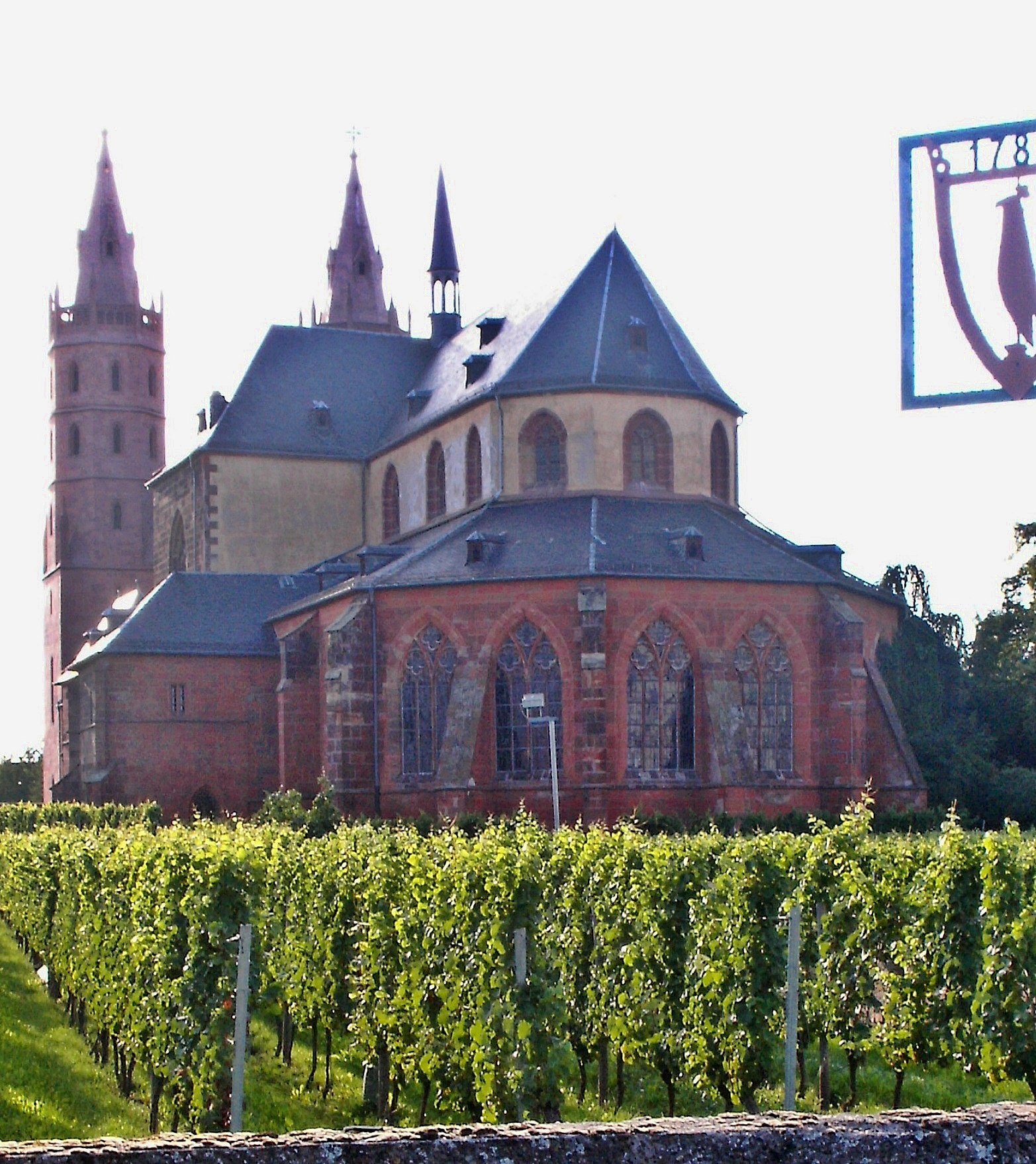
Wijngaard bij de Liebfrauenkirche in Worms

Rheinhessen is de grootse wijnproducent van Duitsland in de gelijknamige streek Rheinhessen (Rijn-Hessen). Het heeft 26.200 hectare aan wijngaarden gelegen in de driehoek Worms, Mainz en Bingen am Rhein. De bodem is hoofdzakelijk löss, met wat mergel, kwarts en porfier. Er is een duidelijk verschil tussen de wijnen die afkomstig zijn van de hellingen langs de Rijn (de zogenaamde Roter Hang) en de wijnen uit het zachtglooiende achterland, de Wonnegau of Hügelland. De wijnen van de Rijnoevers zijn aanzienlijk mineraliger dan die uit het achterland.
Hoofdzakelijk witte wijnen uit Müller-Thurgau, Silvaner, Riesling, Kerner en Scheurebe, maar ook rode uit Portugieser, Dornfelder, Spätburgunder en andere kleine aanplant zoals Schwarzriesling. Het is de streek waar de oorspronkelijke Liebfraumilch vandaan komt.
Er zijn 3 Bereiche met 24 Grosslagen en 432 Einzellagen met meer dan 5000 wijnbouwers.

### Saale-Unstrut

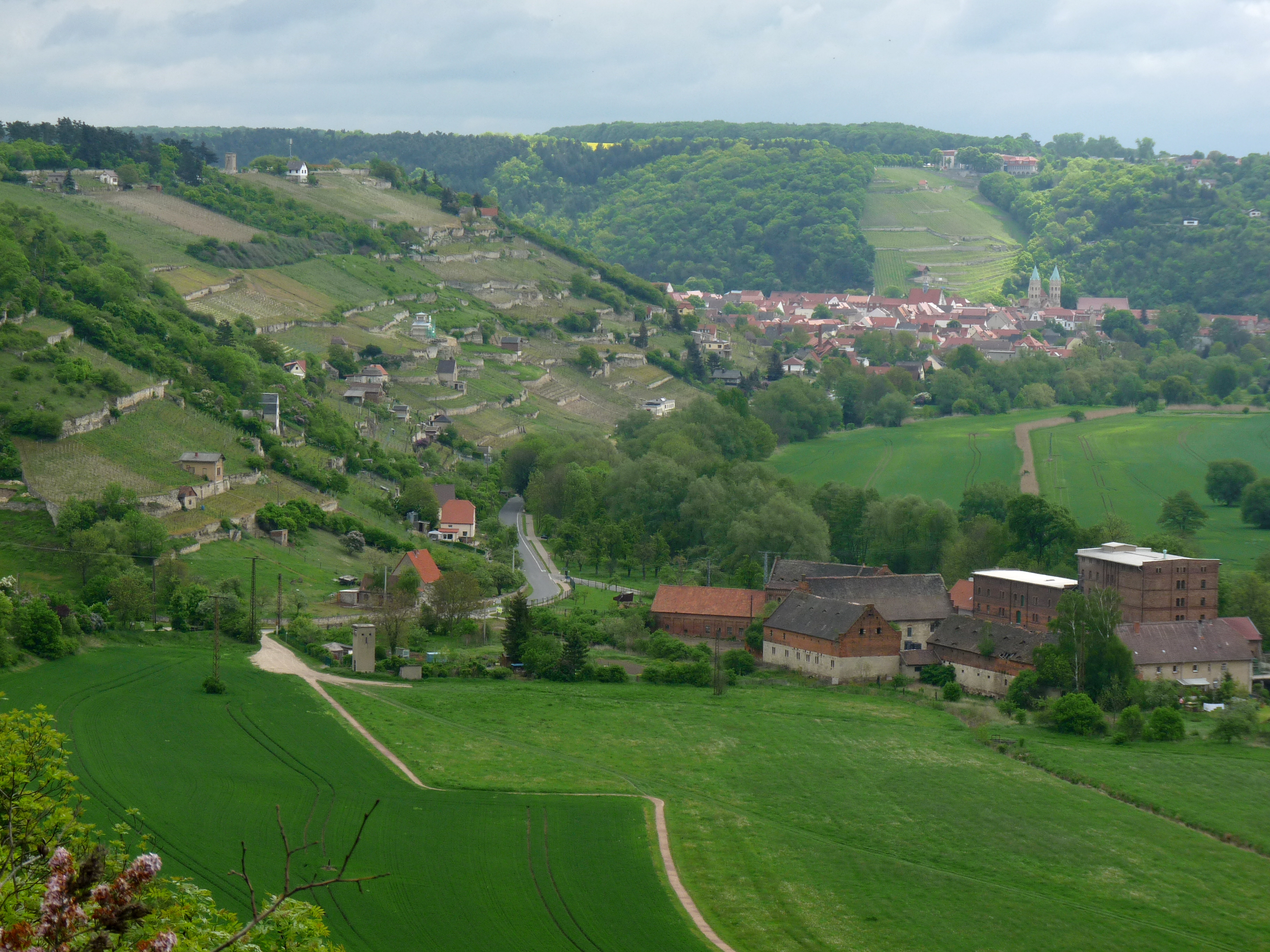
De wijngaarden aan de Unstrut gezien vanaf het historische Zscheiplitz.

Saale-Unstrut is een wijnstreek die vijftig kilometer ten zuidwesten van de stad Leipzig ligt in de deelstaat Saksen-Anhalt. Het gebied is genoemd naar de gelijknamige rivieren de Unstrut en Saale.
Met 650 ha aan wijnbouwoppervlak is dit een klein wijngebied, maar wel het noordelijkst gelegen wijngebied binnen Duitsland dat kwaliteitswijn produceert. De bodem bevat kalk, mergel, zandsteen, leem en klei. De voornaamste gebruikte druivenrassen zijn Müller-Thurgau, Silvaner, Weißer Burgunder, Riesling en Spätburgunder.
Er zijn 2 Bereichen met 4 Grosslagen en 17 Einzellagen.

### Sachsen

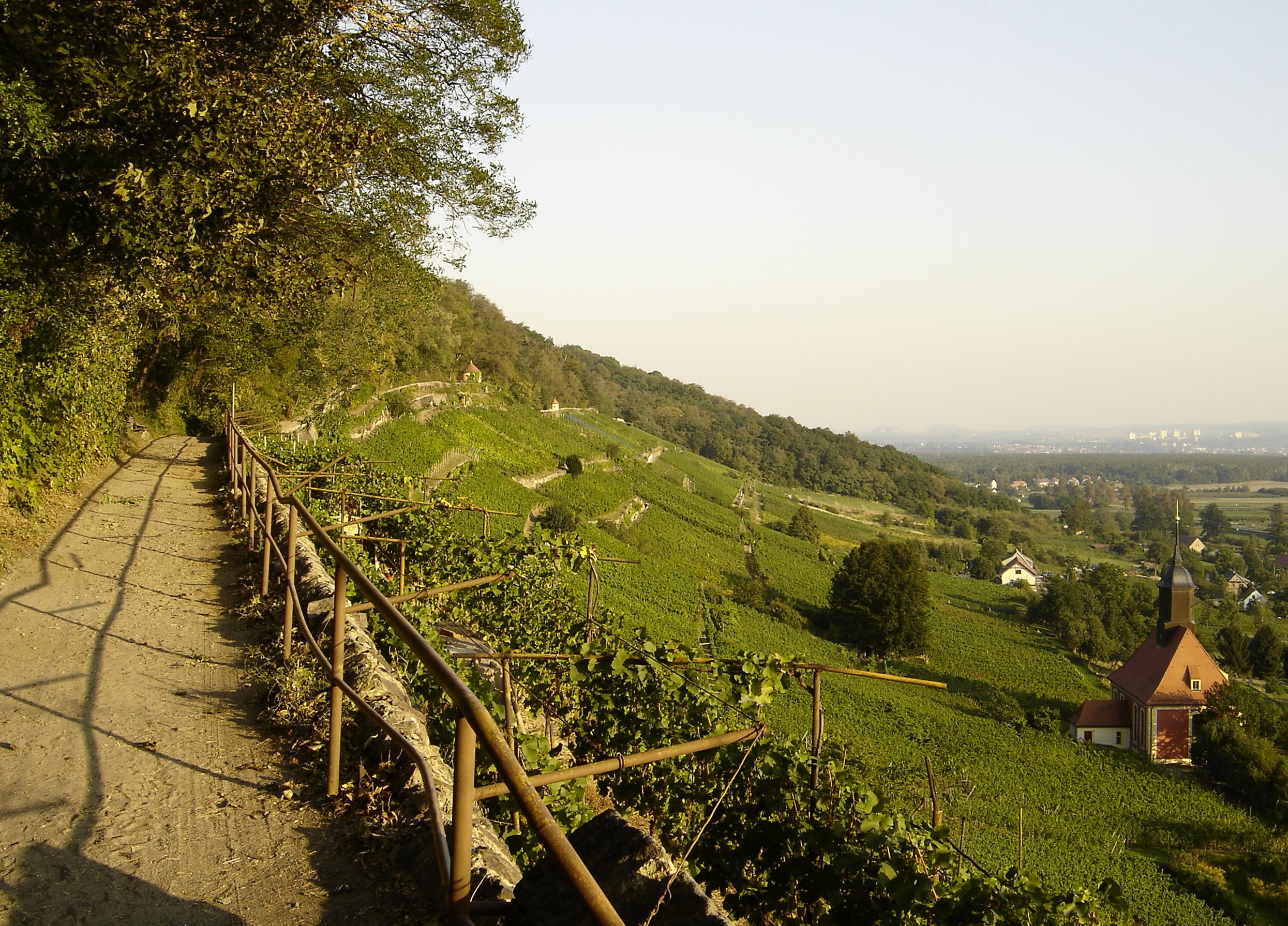
Wijnwandelweg nabij Pillnitz, Dresden.

Saksen omvat 410 hectare aan wijngaarden langs de rivier de Elbe, in Saksen. Een document uit 1161 handelt reeds over de wijnbouw, doch men neemt aan dat veel eerder wijngaarden werden aangeplant.
Sommige wijnboeren bottelen hun wijn weer in de Sachsenkeule.
De bodem bevat graniet, porfier, leem, löss en zandsteen. De grootste stad in de streek is Dresden.
Er zijn 2 Bereiche met 4 Grosslagen en 17 Einzellagen.

### Württemberg

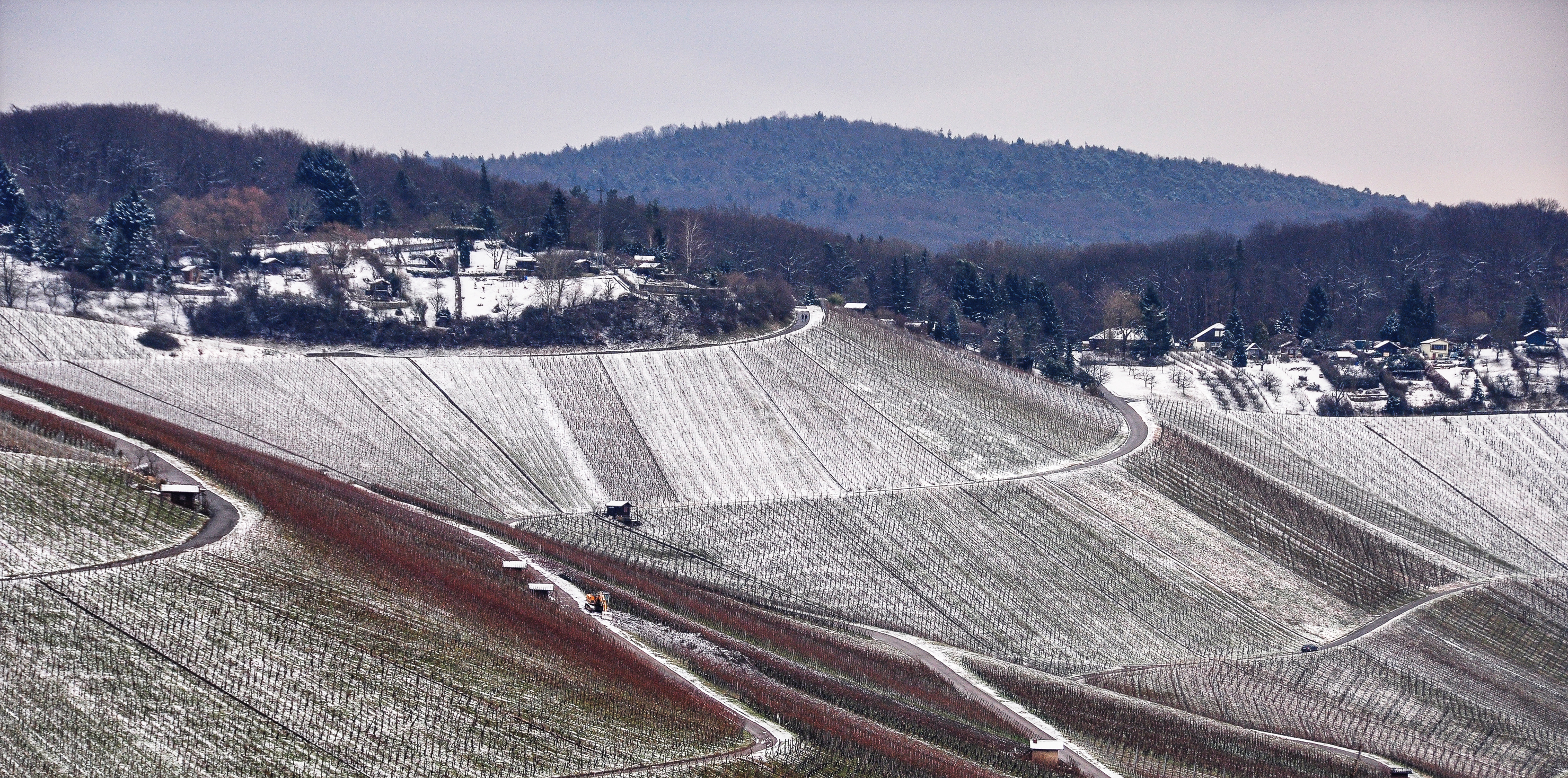
De wijngaard "Uhlbacher Götzenberg".

Württemberg is een wijnstreek van 11.500 hectare rond de rivier Neckar en een klein gebied aan de oostzijde van de Bodensee. Grootste producent van rode wijnen. Belangrijke steden zijn Stuttgart en Heilbronn.
Veel voorkomende blauwe druiven zijn: Trollinger, Schwarzriesling, Lemberger en Spätburgunder. Witte druiven grotendeels Riesling.
Er zijn 6 Bereiche met 17 Grosslagen en 210 Einzellagen.

## Landwijn

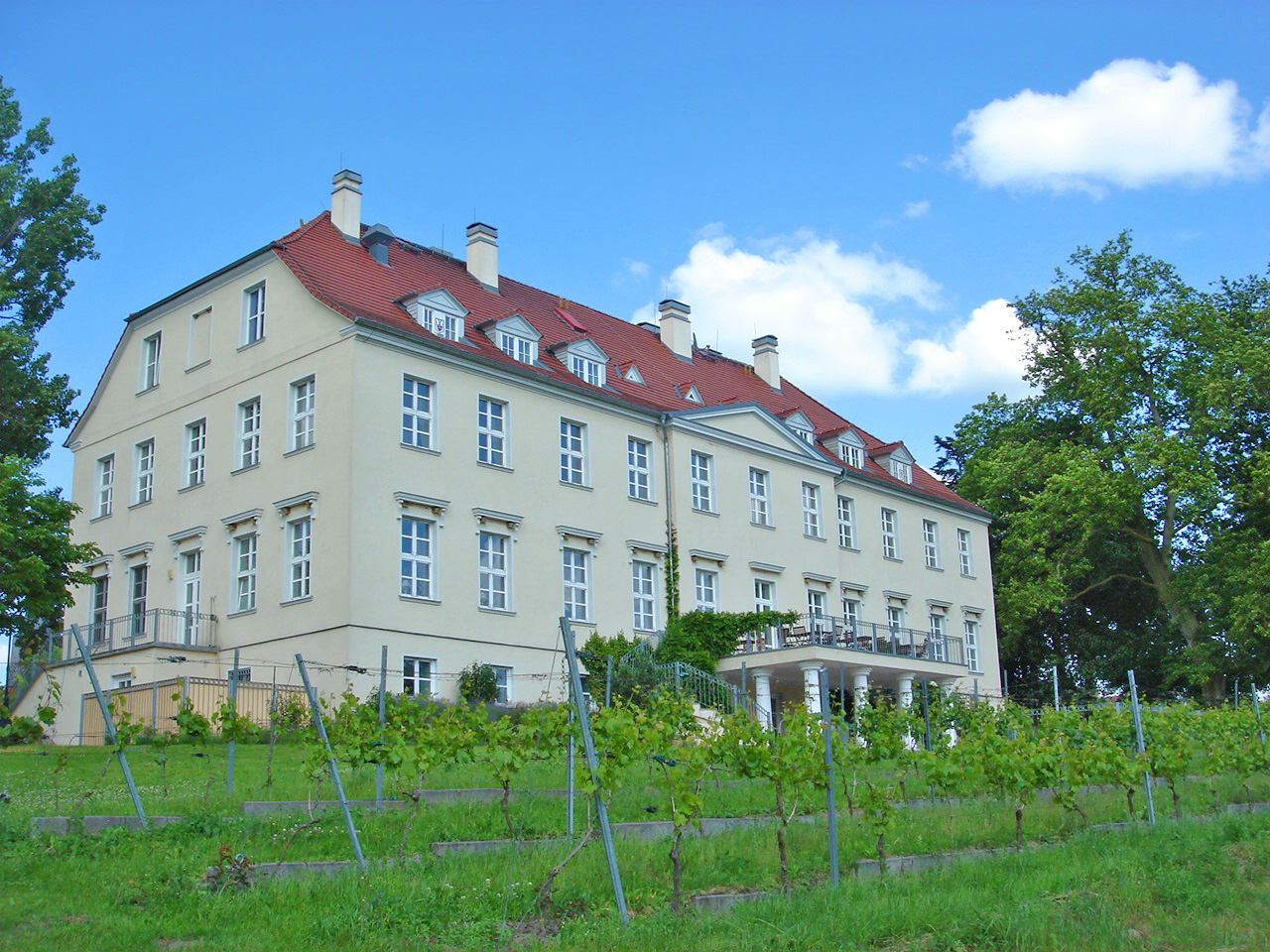
Het Schloss Rattey met wijngaarden in Mecklenburg-Voor-Pommeren

Er zijn 26 wijnbouwgebieden voor landwijn (Duits: Landwein) die per 2014 ook de herkomstbenamingen zijn met de aangeduiding “geschützte geografisch Angabe", of afgekort g.g.A.
Het noordelijkst gelegen landwijngebied bevindt zich 150 kilometer ten noorden van Berlijn.
Landwijn ligt in de classificatie van de Duitse wijnwetgeving tussen de Q.b.A. en Wein in.
1. Ahrtaler Landwein
2. Badischer Landwein
3. Bayerischer Bodensee-Landwein
4. Brandenburger Landwein
5. Landwein Main
6. Landwein der Mosel
7. Landwein Neckar
8. Landwein Oberrhein
9. Landwein Rhein
10. Landwein Rhein-Neckar
11. Landwein der Ruwer
12. Landwein der Saar
13. Mecklenburger Landwein
14. Mitteldeutscher Landwein
15. Nahegauer Landwein
16. Pfälzer Landwein
17. Regensburger Landwein
18. Rheinburgen-Landwein
19. Rheingauer Landwein
20. Rheinischer Landwein
21. Saarländischer Landwein
22. Sächsischer Landwein
23. Schleswig-Holsteinischer Landwein
24. Schwäbischer Landwein
25. Starkenburger Landwein
26. Taubertäler Landwein

## Wein
Wein – voorheen “tafelwein” (tafelwijn) genoemd – wordt geproduceerd in acht subregio’s verdeeld over vier wijnstreken. De wijngaarden zijn in Duitsland gelegen nabij onderstaande rivieren of districten.
Wein is de laagste kwaliteitstrap in de Duitse wijnwetgeving.
Rhein-Mosel
- Rhein
- Mosel
- Saar

Bayern
- Main
- Donau
- Lindau

Neckar Oberrhein
- Burgengau
- Römertor

Stargarder Land